# Mu'nis al-Muzaffar
Mu'nis al-Muzaffar (arabisch مؤنس المظفر, DMG Muʾnis al-Muẓaffar; † 933) war der bedeutendste Regent unter den Kalifen al-Muktadir und al-Qahir.
Mu'nis al-Muzaffar, der Siegreiche, wurde wegen seiner frühen Verstümmelung auch als al-Chadim, der Eunuch, bezeichnet. Sein Aufstieg begann, als er Kalif al-Muktadir während des Putsches des Abbasidenprinzen Abdallah al-Mutazz unterstützte und dessen Herrschaft rettete. 
Als Heerführer stellte er bald die eigentliche Macht im Kalifat dar. So konnte er durch seine Feldzüge gegen die Hamdaniden von Mossul und Aleppo, die Byzantiner, die Fatimiden in Ägypten sowie den Westiran, die Grenzen des Kalifats weitgehend behaupten. 
Auch bei inneren Unruhen gelang ihm immer wieder die Ruhe herzustellen. So befriedete er 929 die rebellischen Truppen in und um Bagdad, nachdem diese mit ihren Soldforderungen die Staatskasse erschöpft und die Kalifenpaläste geplündert hatten.
Nachdem schon das Verhältnis zu al-Muktadir gespannt war, wurde Mu'nis al-Muzaffar unter dessen Nachfolger al-Qahir infolge von Intrigen gestürzt und hingerichtet.
| Personendaten    | Personendaten                                     |
| ---------------- | ------------------------------------------------- |
| NAME             | Mu'nis al-Muzaffar                                |
| ALTERNATIVNAMEN  | مؤنس المظفر (arabisch)                            |
| KURZBESCHREIBUNG | Regent unter den Kalifen al-Muktadir und al-Qahir |
| GEBURTSDATUM     | 9. Jahrhundert oder 10. Jahrhundert               |
| STERBEDATUM      | 933                                               |